# Ілан Манор
Ілан Манор (нар. 26 жовтня 1969) – ізраїльський шахіст, гросмейстер від 1997 року.

## Шахова кар'єра
В 1985 і 1988 роках виборов титули чемпіона Ізраїлю серед юніорів до 20 років. Представляв свою країну на чемпіонатах світу та Європи серед юніорів у різних вікових категоріях, найбільшого успіху досягнувши 1985 року в Петах-Тікві, де на ЧС до 16 років виборов бронзову медаль. Багаторазовий учасник фіналу чемпіонату Ізраїлю, в 1988 році посівши 3-тє місце (позаду Гада Рехліса і Володимира Ліберзона). Того ж року єдиний раз в кар'єрі виступив на шаховій олімпіаді, а рік по тому – на командному чемпіонаті Європи.
Досягнув низки міжнародних успіхів, зокрема:
- посів 3-тє місце в Тель-Авіві (1989, позаду Михайла Гуревича і Йорга Гікля),
- посів 1-ше місце в Окемі (1990),
- посів 1-ше місце в Борсодтаво (1991),
- поділив 1-ше місце в Нетаньї (1993, разом з Майклом Оратовскі),
- поділив 3-тє місце в Будапешті (1994, турнір First Saturday FS09 GM, позаду Валерія Логінова і Петера Лукача, разом з Міхаелем Гоффманном),
- поділив 2-ге місце в Тель-Авіві (1996, меморіал Моше Черняка, позаду Бориса Канцлера, разом з Леонідом Гофштейном),
- посів 4-те місце в Рішон-ле-Ціоні (1996, позаду Бориса Альтермана, Васіліоса Котроніаса і Леоніда Юдасіна).

Найвищий рейтинг Ело в кар'єрі мав станом на 1 січня 1998 року, досягнувши 2530 очок ділив тоді 13-14-те місце серед ізраїльських шахістів. Починаючи з 2000 року в турнірах під егідою ФІДЕ бере участь дуже рідко.

## Зміни рейтингу
| На цьому місці має відображатися графік чи діаграма, однак з технічних причин його відображення наразі вимкнено. Будь ласка, не видаляйте код, який викликає це повідомлення. Розробники вже працюють для того, щоби відновити штатне функціонування цього графіка або діаграми. | |
| | На цьому місці має відображатися графік чи діаграма, однак з технічних причин його відображення наразі вимкнено. Будь ласка, не видаляйте код, який викликає це повідомлення. Розробники вже працюють для того, щоби відновити штатне функціонування цього графіка або діаграми. |